# Henryk Zygalski

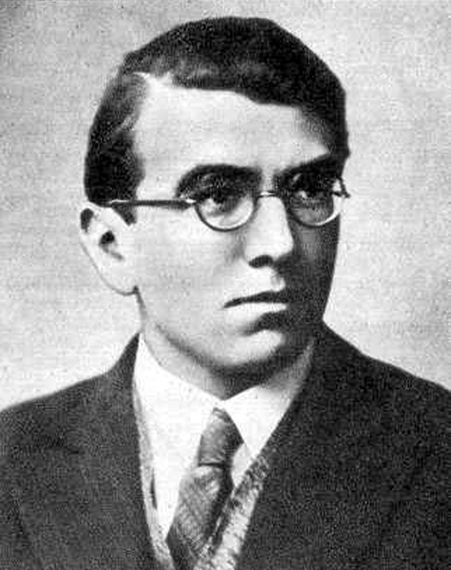
Henryk Zygalski.

Henryk Zygalski (Posen, 15 juli 1906 – Plymouth, 30 augustus 1978) was een Pools wiskundige en cryptoloog. Vanaf 1932 was hij in dienst van het Biuro Szyfrów, de Poolse cryptologische dienst. Daar werkte hij samen met Marian Rejewski en Jerzy Różycki aan methodes en gereedschappen om de Duitse enigmaversleuteling te breken.
In 1938 ontwikkelde hij, in respons op de in complexiteit groeiende Duitse versleutelingsprocedures, de zogenaamde Zygalski-bladen. In juli 1939 meldde de Poolse cryptologische dienst aan de geallieerde Fransen en Engelsen dat ze de enigmaversleuteling, mede dankzij deze bladen, gebroken hadden.
Na de oorlog verbleef Zygalski als banneling in Engeland waar hij als wiskundeleraar werkzaam was. Kort voor zijn dood in 1978 krijgt hij als erkenning voor zijn rol in het breken van de Duitse versleutelingen een eredoctoraat. Hij is in Londen begraven.